# Нововоронежская (станция)
Нововоро́нежская — железнодорожная станция Юго-Восточной железной дороги на однопутной неэлектрифицированной линии Колодезная — Остановочный пункт 14 км. Расположена чуть восточнее исторического центра города Нововоронеж, рядом с Вокзальной улицей. Первоначальное наименование — "Грэс-Пассажирская".
Состоит из четырёх путей. От станции отходит несколько подъездных путей к промышленным предприятиям Нововоронежа. Вокзал и единственная пассажирская платформа расположены с западной стороны станции.
Вокзал является первым зданием, построенным в Нововоронеже.

## Деятельность
Станция открыта для грузовой деятельности по параграфу 3 Тарифного руководства — «Приём и выдача грузов повагонными и мелкими отправками, загружаемых целыми вагонами, только на подъездных путях и местах необщего пользования». Выполняются коммерческие операции по этому параграфу.
Через станцию осуществляется подвоз грузов Нововоронежской атомной станции и к стройплощадке НВАЭС-2. Также станция обслуживает несколько других промышленных предприятий Нововоронежа. В железнодорожной документации название станции может указываться сокращенно — Нововоронеж.
Пассажирское сообщение в Нововоронежской осуществлялось до 1992 года включительно. Во время существования пассажирского железнодорожного сообщения в зале вокзала работали билетные кассы, причем, кроме железнодорожной имелась также касса по продаже билетов на автобусы, отправлявшиеся с привокзальной площади. После отмены пассажирского железнодорожного сообщения здание вокзала было законсервировано.
Несмотря на отсутствие пассажирского железнодорожного сообщения по состоянию на 27 марта 2014 года станция Нововоронежская официально оставалась открытой для пассажирских перевозок по параграфу «Посадка/высадка на поезда местного и пригородного сообщения» Тарифного руководства. Пассажирская остановочная платформа станции поддерживается в удовлетворительном состоянии.
На привокзальной площади расположен автовокзал.

## Достопримечательности
В 2013 году на противоположной стороне привокзальной площади напротив здания железнодорожного вокзала был открыт памятник Первостроителям Нововоронежа и Нововоронежской АЭС.